# دی به آذر
دی به آذر  به روز هشتم ماه در گاه‌شماری ایران باستان گفته می‌شود. در گاه‌شماری ایران باستان غیر از روز اول هر ماه که هرمزد روز نامیده می‌شود سه روز دیگر به نام اهورامزدا است که به صورت دی آمده و برای باز شناختن هر یک از این سه روز به نام روز بعد الحاق شده و دی به آذر (روز هشتم)، دی به مهر (روز پانزدهم) و دی به دین (روز بیست و سوم) گفته می‌شود. دی یکی از نام‌های اهورامزدست و در اوستا به صورت دَثوش یا دَدوش یا دَذوه صفت و به معنی آفریننده آمده‌است. روز هشتم، پانزدهم و بیست و سوم ماه دی برای آنکه نام این روزها با نام ماه یکی شده، اعیاد دانسته می‌شد.
| ترتیب | نام روز به اوستایی | نام رایج         | معنی                      |
| ----- | ------------------ | ---------------- | ------------------------- |
| ۱     | اهورامزدا          | هرمزد            | نام خداوند                |
| ۲     | وُهومَنَه             | بهمن             | منش نیک                   |
| ۳     | اَشا وَهیشتَ          | اردیبهشت         | بهترین راستی              |
| ۴     | خْشَثْرَ وَئیریَه        | شهریور           | شهریاری والا              |
| ۵     | سْپِنتا آرمَئیتی      | سپندارمذ         | اندیشه هماهنگ             |
| ۶     | هَئوروَتات           | خرداد            | کمال ایزدی                |
| ۷     | اَمِرِتات             | امرداد           | بی‌مرگی و نامیرایی         |
| ۸     | دَثوش               | دی به آذر        | آفریدگار                  |
| ۹     | آتَر                | آذر              | آتش                       |
| ۱۰    | اَپَم                | آبان             | آب                        |
| ۱۱    | خْوَرخشَئِته           | خور              | آفتاب و خورشید            |
| ۱۲    | ماوَنْگْهْ             | ماه              | ماه                       |
| ۱۳    | تیشْتْریَه            | تیر              | ستارهٔ تیر و ایزد باران    |
| ۱۴    | گِئوش دْرْوَسْپَ         | ایزد گوش         | جهان، هستی و زندگی        |
| ۱۵    | دَثوش               | دی به مهر        | آفریدگار                  |
| ۱۶    | میثرَه              | مهر              | نگهداشتن پیمان            |
| ۱۷    | سْرَاُشَه              | سروش             | وخش ایزدی (الهام و وحی)   |
| ۱۸    | رَشنو               | رَشن              | دادگری                    |
| ۱۹    | فْرَوَشی‌              | فروردین          | فروهر، پیشرو              |
| ۲۰    | وِرِثْرَغْنَ             | بهرام            | پیروزی                    |
| ۲۱    | رامَن               | رام              | رامش و آشتی (صلح)         |
| ۲۲    | واتَ                | باد              | باد                       |
| ۲۳    | دَثوش               | دی به دین        | آفریدگار                  |
| ۲۴    | دَئِنا               | دین              | وجدان بینش درونی          |
| ۲۵    | اَشی                | ارد              | درستی و پاکی، سپند (مقدس) |
| ۲۶    | اَرشتات             | اشتاد            | راستی                     |
| ۲۷    | اَسمَن               | آسمان            | آسمان                     |
| ۲۸    | زَم                 | زامیاد           | زمین                      |
| ۲۹    | مانثرا سْپِنتَ        | مهراسپند         | گفتار نیک                 |
| ۳۰    | اَنَغرَ رَاُچَه          | انیران یا انارام | روشنایی بی‌پایان           |

در ایران باستان هر گاه که نام روز و ماه یکی می شد آن روز را جشن بر پا می کردند